# Іричук Павло Васильович
Павло Васильович Ірічук (нар. 1 лютого 1970, Чернівці, УРСР) — радянський та український футболіст, нападник, український тренер.

## Кар'єра гравця
Вихованець чернівецького футболу. Грав на позиції нападника. Розочав свою кар'єру в 1989 році на аматорському рівні в «Колосі» з Новоселиці, а потім у динамівській команді з Суворова.
У 1991 році перейшов у клуб «Кристал» (Чортків), в його складі в першому сезоні забив 24 м'ячі в аматорських змаганнях. У 1992 році, в першому для України незалежному чемпіонаті, виступав зі своїм клубом у першій лізі, де забив 6 м'ячів і привернув своєю гостроатакуючою грою селекціонерів з команди вищої ліги України.
У 1992 році повернувся в рідну для себе чернівецьку «Буковині». Так як клуб не ставив перед собою високих завдань у 1993 році перейшов в івано-франківське «Прикарпаття», де став одним з лідерів атаки, записавши на свій рахунок 26 голів у 68 матчах чемпіонату України. У 1996 році Іричук почав грати в «Уралані» під керівництвом Павла Яковенка, але гра в нападника не пішла. Яковенко заявив: «Іричук у своєму колишньому клубі був людиною-голом, забивав з напівмоментів, але в Елісті раптом став несхожий на себе. Йому потрібен час, щоб розігратися, тому ми віддаємо його в оренду. Нехай знайде себе.» Після цього повернувся до «Прикарпаття». Входив до числа найкращих снайперів чемпіонату України в сезоні 1995/96 років. Виступав також за «Дніпро» (Дніпропетровськ), «Торпедо» (Запоріжжя) і молдовський «Ністру». Найбільш успішно провів цей період своєї кар'єри у складі запорізьких «автозаводців», зумівши знову проявити свої бомбардирські якості (17 голів у 27 матчах), що дозволило йому увійти до списку найкращих снайперів Першої ліги 1999 року.
У 2000 році втретє повернувся до івано-франківського «Прикарпаття». У 2001 році перейшов до «Поліграфтехнікии». У складі олександрійців у віці 31 року й завершив кар'єру професіонаьного футболіста. Є другим найкращим бомбардиром «Прикарпаття» у Вищій лізі чемпіонату України — 23 голи. У 1998 році (разом з Петром Русаком) став найкращим бомбардиром «Прикарпаття». Загалом у складі «Пркарпаття» відзначився 37-а голами в 126-и матчах.

## Кар'єра тренера
По завершенні кар'єри гравця розпочав тренерську діяльність. Тренував клуби «Уніспорт-Авто» (Кишинів) та «Борисфен» (Бориспіль). У сезоні 2006/07 років посів місце головного тренера клубу «Рапід» (Гідігіч), з яким завоював путівку до Національного Дивізіону. Але по завершенні сезону був несподівано звільнений з займаної посади. З березня 2008 року очолював ЦСКА-Рапід (Кишинів), який влітку об'єднався з «Рапідом» (Гідігіч). 15 серпня 2008 року був звільнений з займаної посади. Потім знову протягом року працював у клубі, але чере сімейні обставини 23 серпня 2009 року подав у відставку. Потім ще раз був запрошений тренувати команду «ЦСКА-Рапід» (Кишинів), але після першого туру чемпіонату в березні 2010 року був звільнений з клубу. На початку сезону 2010/11 років вп'яте очолив ЦСКА-Рапід, але по завершенні першого туру знову був звільнений. На початку січня 2011 року повернувся до ЦСКА-Рапіду (Кишинів) з яким пропрацював до травня 2011 року. У квітні 2012 року, вже всьоме в кар'єрі, був призначений головним тренером клубу ЦСКА-Рапід (Гідігіч).

## Досягнення
- Перша ліга чемпіонату України
  -  Чемпіон (1): 1993/94
  -  Бронзовий призер (2): 1998/99, 2000/01